# Tschechoslowakische Legionen

Wappen der Legionen

Die Tschechoslowakischen Legionen, tschechisch (ebenfalls im Plural) Československé legie (seltener auch Freiwillige Revolutionsarmee bzw. später Tschechoslowakische Auslandsarmee genannt), waren aus Tschechen und Slowaken gebildete militärische Freiwilligenverbände im Ersten Weltkrieg, die in Frankreich, Italien und Russland aufgestellt wurden, um auf Seiten der Entente gegen die Mittelmächte zu kämpfen; ihre Stärke betrug etwa 140.000 Soldaten. Im deutschen Sprachraum am bekanntesten ist die „Tschechoslowakische Legion“ in Russland wegen ihrer Rolle im Russischen Bürgerkrieg.
Die Aufstellung dieser Auslandsarmee war Teil einer Strategie der Exilpolitiker unter Führung von Tomáš Garrigue Masaryk, Edvard Beneš und Milan Rastislav Štefánik, die von Auslands-Tschechen und -Slowaken unterstützt wurde und die Erlangung der Unabhängigkeit von Österreich-Ungarn sowie die Anerkennung als souveräner und selbständiger Staat zum Ziel hatte.
Die Tschechoslowakischen Legionen bildeten nach der Staatsgründung 1918 den Kern der neuen Tschechoslowakischen Armee.

## Bezeichnung
Die Bezeichnung Československé legie (Tschechoslowakische Legionen, deutsch auch – jedoch nicht richtig – im Singular) etablierte sich erst zu Ende des Ersten Weltkrieges beziehungsweise in der Nachkriegszeit. In der Zeit davor sprach man zumeist über revoluční dobrovolná vojska (freiwillige Revolutionsstreitkräfte) oder zahraniční československá vojska (tschechoslowakische Auslandsstreitkräfte). Der Name Tschechoslowakische Legionen bezog sich dabei auf die gesamten Verbände der Legionen als Ganzes wie auch auf die einzelnen militärischen Verbände in den drei Ländern, in denen die Tschechoslowakischen Legionen offiziell anerkannt wurden und kämpften (Russland, Frankreich, Italien).
Von den Bolschewiki wurden die im Russischen Bürgerkrieg operierenden Verbände der Legionen aufgrund ihrer Parteinahme für die Weiße Armee auch als Weißtschechen bezeichnet.
Diese Verbände aus der Zeit des Ersten Weltkriegs sind nicht zu verwechseln mit der Legie Čechů a Slováků von 1939. Die Legie Čechů a Slováků, deutsch Legion der Tschechen und Slowaken, auch Československá legie (Tschechoslowakische Legion) bzw. Česká a slovenská legie (Tschechische und Slowakische Legion, polnisch Legion Czechów i Słowaków), entstand in Polen im April 1939 und bestand aus Soldaten und Piloten der Tschechoslowakischen Armee, die nach der Errichtung des Protektorats Böhmen und Mähren nach Polen flüchteten. Sie kämpften zusammen mit der polnischen Armee während der Invasion der deutschen Wehrmacht 1939 in Polen.

## Übersicht und Geschichte

### Legionen
Die militärischen Einheiten und Verbände des tschechoslowakischen Widerstands gegen die Herrschaft der Habsburger und für die Selbständigkeit der Tschechoslowakei wurden ab 1914 nach und nach gegründet. Die Grundlagen der Legionen entstanden bereits 1914 in der zaristischen Armee in Russland und in Frankreich.

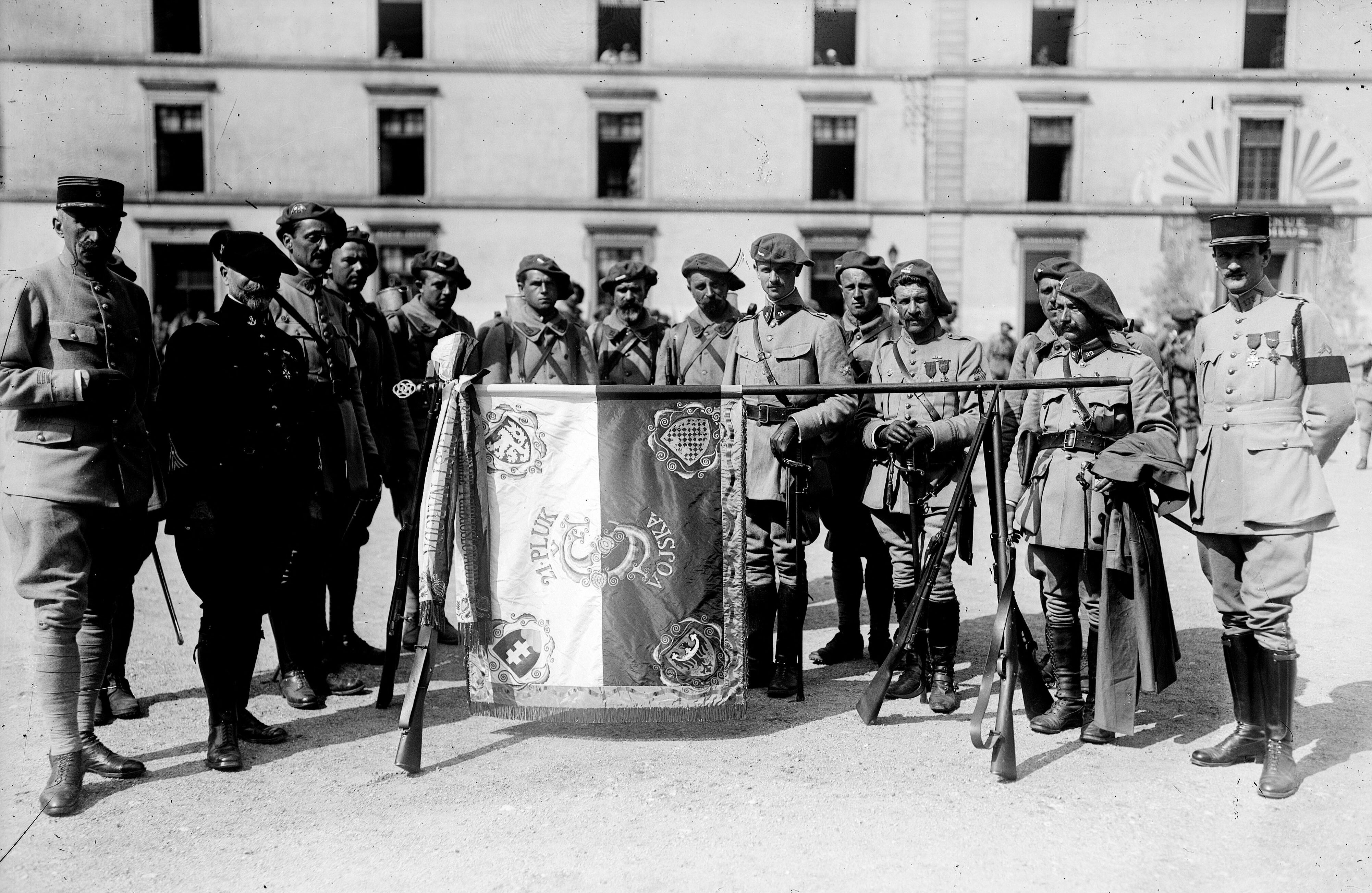
Tschechoslowakische Legionäre in der französischen Kaserne in Reuilly, Juli 1918

- Tschechoslowakische Legionen in Russland

Bereits 1914 formierten sich die ersten Einheiten der Freiwilligen, die in die russische, damals noch die Zarenarmee, eintraten. Sie wurden – als Vorläufer der Legionen – im Verband, der Česká družina genannt wurde, zusammengefasst und kämpften zunächst als Teil der russischen Armee an der Front. Nach ihrem beachtenswerten Sieg in der Schlacht bei Zborów im Juli 1917 konnte Präsident Masaryk in Verhandlungen mit der russischen Regierung den weiteren Ausbau der Legionen in Russland erreichen.
- Tschechoslowakische Legionen in Frankreich

Auch in Frankreich meldeten sich bereits ab 1914 tschechische und slowakische Freiwillige aus Frankreich, aber auch aus der Schweiz und aus England, in die Fremdenlegion, wo sich bald die selbständige Kompanie (und später Bataillon) mit dem Namen Nazdar bildete, deren Rekruten eine zweimonatige Ausbildung im südfranzösischen Bayonne erhielten. Die 250-köpfige Kompanie Nazdar legte am 11. Oktober 1914 in Bayonne das Gelöbnis ab und wurde in ein Marschbataillon als Teil der sogenannten „Marokkanischen Division“ der Fremdenlegion eingegliedert.
Aus ihr entstanden dann die Verbände der Tschechoslowakischen Legionen in Frankreich.
- Tschechoslowakische Legionen in Italien

Die Formierung der tschechischen und slowakischen Kriegsgefangenen zu selbständigen Verbänden verlief erst ab 1917, zu ihrer offiziellen Anerkennung kam es erst im April 1918.
Die einzelnen Regimenter der Legionen wurden wie folgt bezeichnet: In Russland beginnend mit 1, in Frankreich mit 21 und in Italien mit 31. Im Verlauf des Krieges traten in diese Heeresformationen der Tschechoslowakischen Legionen insgesamt etwa 130.000 Soldaten ein (einschließlich der Freiwilligen in alliierten Armeen), darunter etwa 61.000 in die Legionen in Russland, 9.600 in die Legionen in Frankreich und 20.000 in die Legionen in Italien. a)

### Sonstige Kampfverbände
Außer diesen Einheiten, welche die Tschechoslowakischen Legionen bildeten, sollten noch folgende Heeresformationen tschechischer und slowakischer Freiwilliger genannt werden:
- Tschechoslowakische Freiwillige in Serbien

Einige tschechische und slowakische Freiwilligen traten vereinzelt bereits im Sommer 1914 in die serbische Armee ein, wurden zuerst auf verschiedene Einheiten der Armee verteilt und nahmen an Kämpfen mit der Österreichischen Armee teil; nachdem die serbische Front im Herbst 1915 zusammenbrach, wurde Anfang 1916 in Odessa die 1. serbische freiwillige Division gegründet, die auch etwa 600 Tschechen und Slowaken enthielt. In diesem Zusammenhang sprach man aber nie über Tschechoslowakische Legionen.
- Československá domobrana v Itálii

Československá domobrana v Itálii (deutsch etwa Tschechoslowakische Heimatverteidigung in Italien), auch „druhá“ armáda (zweite Armee) genannt, setzten sich aus tschechischen und slowakischen Kriegsgefangenen zusammen. Diese Kampfverbände entstanden erst nach dem 28. Oktober 1918 (Gründung der Tschechoslowakei), wodurch die Soldaten nicht mehr an ihren Eid der österreichischen Armee gegenüber gebunden waren.
Daneben befanden sich viele Tschechen und Slowaken als Freiwillige in weiteren beteiligten Armeen: alleine in der französischen und der US-Armee waren es an die 32.000 Soldaten.

## Frankreich

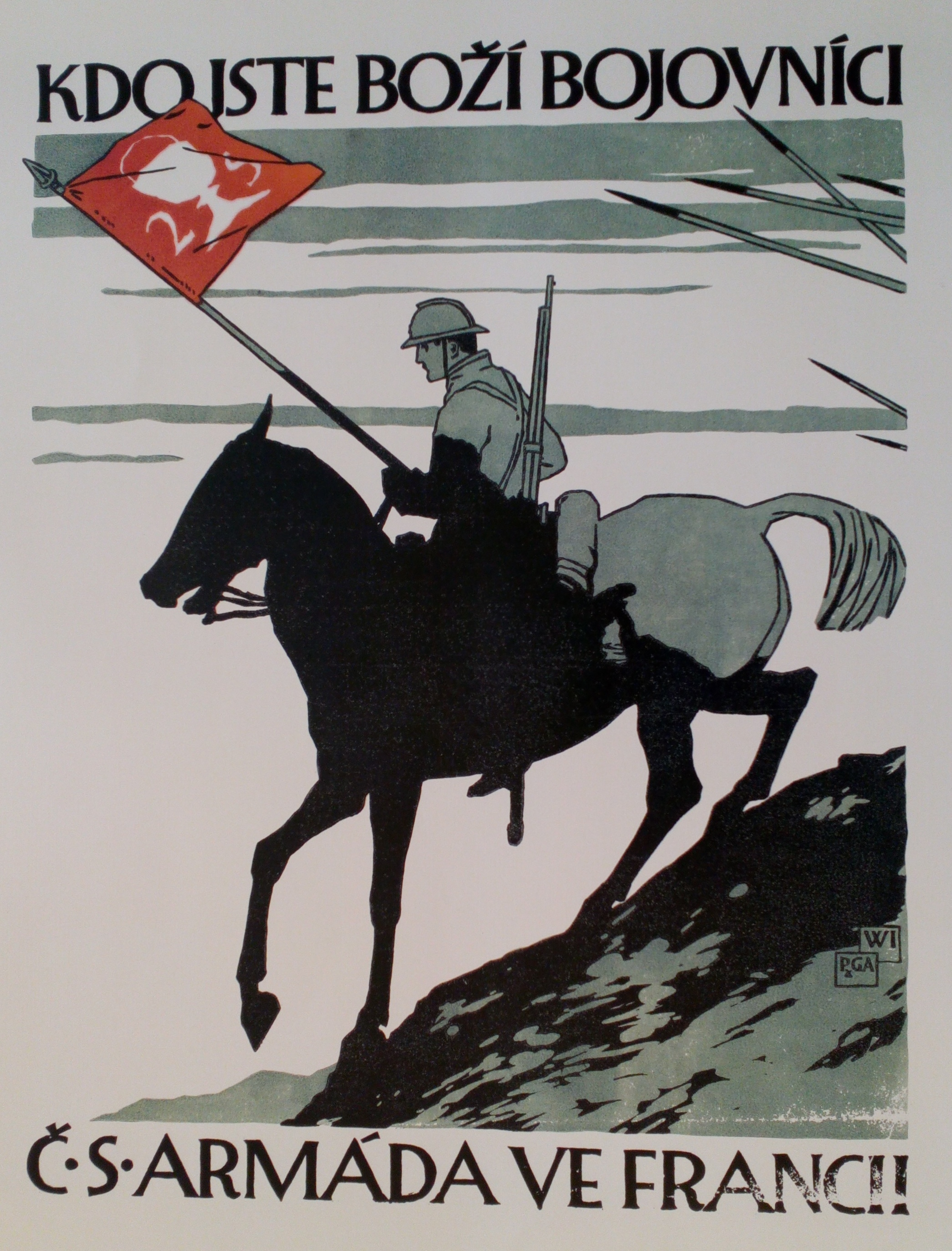
Preissigs militärisches Plakat zugunsten der Armee in Frankreich

Am 23. August 1917 bildeten v. a. tschechische und slowakische Freiwillige aus der Fremdenlegion die selbständige Kompanie (und später Bataillon) mit dem Namen Nazdar. Aus ihr bildeten sich dann die Verbände der Tschechoslowakischen Legionen in Frankreich. Ab Mitte 1917 kamen ca. 4000 Freiwillige auf abenteuerlichen Wegen vom serbischen Kriegsschauplatz, ungefähr 1100 Mann aus Russland und etwa 2500 aus den USA. Ein wesentlicher Fortschritt war ein Abkommen – unterzeichnet vom französischen Premier Georges Clemenceau und von Beneš für den tschechoslowakischen Nationalrat – zur Aufstellung der tschechoslowakischen Nationalarmee als autonomer Verband innerhalb der französischen Streitkräfte. Ein Reservoir bildeten auch die Kriegsgefangenenlager, aus denen sich zahlreiche Freiwillige in die Legionen meldeten. 1918 erhielt die neu gegründete „Tschechoslowakische Brigade“ mit ihren drei Bataillonen in der Stadt Cognac ihr eigenes Banner aus den Händen des französischen Präsidenten, nachdem Poincare in Darney die Unabhängigkeit der Tschechoslowakei erklärt hatte.
Zu den bekanntesten Erfolgen gehört die Teilnahme der Kompanie an der Lorettoschlacht, die am 9. Mai 1915 begann. Die Fremdenlegion-Kompanie Nazdar, bestehend aus tschechischen und slowakischen Freiwilligen, wurde bei den Kämpfen um die Anhöhe von Vimy nördlich von Arras eingesetzt und erlitt schwere Verluste. Weitere bekannte Schlachten, an der sich die Einheiten der Tschechoslowakischen Legion in Frankreich beteiligten, war die Schlacht bei Poix-Terron(18.–22. Oktober 1918) und die Schlacht bei Vouziers.

## Italien
In einem Kriegsgefangenenlager in Santa Maria Capua Vetere in Italien wurde im Januar 1917 ein tschechisches Freiwilligenkorps aufgestellt. Zuerst bildete es Arbeitsbataillone, ab März 1918 einen divisionsstarken Kampfverband, der unter dem Kommando von General Andrea Graziani unter anderem in der Schlacht am Piave eingesetzt wurde. Darüber wurde im April 1918 ein Vertrag geschlossen, der erstmals völkerrechtliche Geltung erlangte.

## Russland
Russland war das hauptsächliche Einsatzgebiet der Legionen.
Die Moskauer Tschechen reichten schon am 4. August 1914 bei der russischen Regierung ein Projekt für eine tschechoslowakische Freiwilligentruppe ein, das noch im August genehmigt wurde. So wurde noch im selben Monat im Kiewer Militärbezirk mit der Aufstellung tschechischer Einheiten begonnen. Die Česká družina (Tschechische Garde, Tschechische Gefolgschaft) bildete eigene Einheiten als integrierter Teil der russischen Zarenarmee, die bis Jahresende etwa 1000 Mann umfassten. Tschechische Kriegsgefangene aus der k.u.k. Armee wurden noch nicht aufgenommen.
Der weitere Ausbau stieß auf Widerstand russischer Militärs, trotzdem wurde mit Kriegsgefangenen bis Ende 1916 eine Schützenbrigade von ca. 5700 Mann gebildet.
Nach der Februarrevolution 1917 und Verhandlungen tschechoslowakischer Exilpolitiker wie Tomáš Garrigue Masaryk wurde durch den Militärrat der nun provisorischen russischen Regierung die Organisation einer tschechoslowakischen Armee verfügt.
Ende Juni 1917 nahmen die Legionen an der Kerenski-Offensive teil, erzielten in der Schlacht bei Zborów trotz Unterlegenheit einen Überraschungserfolg und führten 3000 meist tschechische Soldaten der k.u.k. Armee in die Kriegsgefangenschaft. Der Aufbau wurde nun rasant vorangetrieben, sodass bis Ende 1917 ein tschechoslowakisches Armeekorps mit zwei Divisionen sowie Unterstützungs- und Versorgungstruppen in Stärke von ca. 35.000 Mann aufgebaut war. Anderen Angaben zufolge sollen die Legionen Anfang 1918 zwischen 50.000 Mann und 60.000 Mann umfasst haben.
In Gefangenschaft der k.u.k. Armee geratene Legionäre waren als Landesverräter zu exekutieren. Hinrichtungen sind an der italienischen und der russischen Front dokumentiert.

### Oktoberrevolution 1917

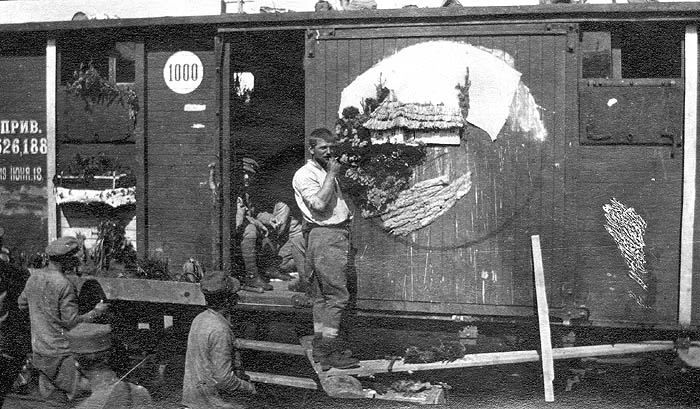
Soldaten der Tschechoslowakischen Legionen in Sibirien

Die russische Oktoberrevolution veränderte die Lage der Legionen gravierend. Das Land verfiel in Chaos, die Sowjets wirkten anfangs nur lokal und regional; sie verweigerten sich zum Teil dem Zugriff des Rat der Volkskommissare und der aus Bolschewiki und linken Sozialrevolutionären gebildeten Interimsregierung. Die Legionen versorgten sich nun angesichts des Zerfalls der Zarenarmee durch gewaltsame Requirierung.
Dem Dekret über den Frieden vom 26. Oktoberjul. / 8. November 1917greg. entsprechend führten die Bolschewiki Friedensverhandlungen mit Deutschland, die im März 1918 zum Frieden von Brest-Litowsk führten. Die Tschechoslowakischen Legionen verstanden sich indes als Streitmacht der Triple Entente, die den Kampf gegen Deutschland und Österreich-Ungarn fortzusetzen bereit war. Masaryk gelang es, im Verein mit Vertretern der Entente und den Bolschewiki ein Abkommen abzuschließen, in dem die Bolschewiki den Legionen bewaffnete Neutralität und freien Abzug aus Russland nach Frankreich zusicherten. Dort sollten sie in die Westfront eingegliedert werden.
Andererseits befürchteten die Westmächte, dass die Kampfhandlungen nach dem Ausscheiden Russlands an der Ostfront eingestellt und Deutschland noch vor der Ankunft der Amerikanischen Streitkräfte an der Westfront seine Truppen nach Westen verlegen und dort eine Großoffensive starten würde. Das musste auf jeden Fall verhindert werden.
Überlegungen über die Route des Abmarsches führten zu dem Entschluss, durch das asiatische Russland mit der Transsibirischen Eisenbahn an die Pazifikküste und von dort per Schiff über die USA nach Frankreich zu reisen. Die russischen Zentralgebiete, die auf dem Weg nach Westen oder zum Weißen Meer hätten durchquert werden müssen, standen unter Kontrolle der Bolschewiki. Vereinbart war ein Transport in kleinen, kontrollierbaren Kontingenten, die nur Waffen und Munition wie für den Wachdienst mitführen sollten. Stattdessen füllten die Tschechen und Slowaken die Züge mit jeweils über 1000 Mann, versteckten Maschinengewehre und nahmen möglichst viel Munition mit.
Der Transport begann, und im Laufe der Monate April und Mai 1918 hatten sich die gesamten Legionen von Pensa bis Wladiwostok auf einer Strecke von über 9.000 km verteilt. Dazwischen standen bolschewistische Truppen oder internationale Militäreinheiten, meist kriegsgefangene Ungarn oder Deutsche. Unterwegs nahmen die Tschechen und Slowaken zudem versprengte Weißgardisten auf, wodurch die Legionen auf über 90.000 Mann anwuchsen. Sie waren zunehmend antibolschewistisch eingestellt.
Am 14. Mai 1918 kam es im Ural in der Stadt Tscheljabinsk zu einem Zwischenfall, der den neuen Kriegskommissar Leo Trotzki veranlasste, den Weitermarsch zu verbieten und die gewaltsame Entwaffnung der Tschechen und Slowaken zu befehlen. Sie widersetzten sich, und in der Nacht zum 25. Mai begann ihr Aufstand.
Daraufhin begannen die Kämpfe um die Bahnstrecke. Innerhalb von zwei Wochen nahmen die Legionen einen Abschnitt von der mittleren Wolga (Pensa, Kasan) bis Irkutsk am Baikalsee und bis September die gesamte Strecke bis Wladiwostok in Besitz. Durch die Unterbrechung der Transsibirischen Bahn wurde die Versorgung der Roten Armee mit Gütern aus Sibirien empfindlich gestört. Die Rote Armee befand sich nämlich im Westen im Krieg gegen das neu erstandene Polen, gegen die Weiße Armee unter Anton Denikin im Schwarzmeergebiet und gegen die Interventionsmächte Großbritannien und Frankreich, die im Archangelsker Gebiet gelandet waren.
In der Konsequenz wichen die Legionen von ihrer unbedingten Neutralität in den russischen Auseinandersetzungen ab – einem wesentlichen Grundsatz Masaryks. Ab Juni 1918 betrachteten sich die Legionen auch öffentlich als ein Vortrupp der westlichen und japanischen Interventionstruppen in Russland. Sie agierten nun als Speerspitze der alliierten Interventionstruppen und der weißen Gegenrevolution. Einigen Historikern zufolge war die Wendung gegen die Bolschewiki jedoch nicht ideologisch begründet. Die Legionen versprachen sich von ihr bessere Überlebenschancen. Die Bolschewiki und Tschechen und Slowaken fühlten sich wohl voneinander bedroht. Auf dem II. Delegiertenkongress der Legionen schloss sich eine Minderheit der Tschechen und Slowaken den Bolschewiki an.

### Rückzug

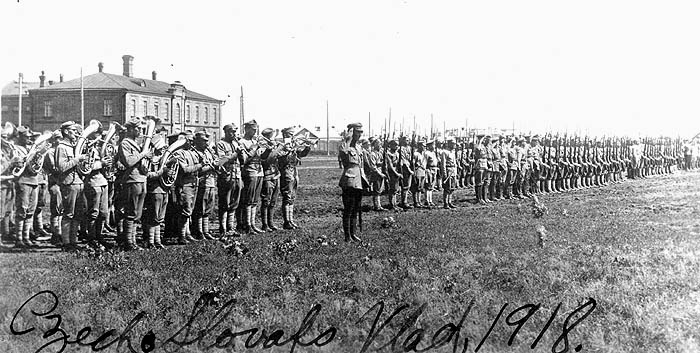
Tschechoslowakische Legionen in Sibirien (Russland), 1918

Nach der Eroberung von Kasan durch die Rote Armee zeigten sich die Grenzen der Legionen. Die Bevölkerung war äußerst zurückhaltend, die Arbeiterschaft sympathisierte mit den Bolschewiki, das Auftreten der Legionen und der Weißen war provozierend und teilweise grausam. Zugleich zeigten die Maßnahmen Trotzkis bei der Erneuerung der Roten Armee erste Erfolge, sodass sie nun entlang der Kama und Wolga offensiv werden konnte. Die Legionen mussten sich daher von Anfang September 1918 an unter schweren Verlusten aus der Umklammerung lösen und zur Gänze aus den Wolgagebieten Richtung Osten abziehen.
Die bislang so erfolgreiche Truppe stürzte in die Krise. Als im November der russische Admiral Alexander Koltschak gegen die gemäßigte national-konservative weiße Regierung in Omsk putschte, traten mehrere Offiziere zu ihm über, die Legionen selbst aber distanzierten sich öffentlich von seinem Regime. Ihr Befehlshaber, der spätere Premierminister Jan Syrový, legte den Oberbefehl über die gesamte weiße Front nieder, er wurde am 1. Februar 1919 Kommandant des am 7. Januar 1919 aus der Česká družina hervorgegangenen Tschechoslowakischen Heeres in Russland, das sich als Teil der Tschechoslowakischen Heimatarmee verstand.
In Russland umfasste das tschechoslowakische Heer Anfang 1919 ca. 60.000 Mann, gegliedert in drei Divisionen zu je vier Regimentern, ein Ersatzregiment, zwei Kavallerieregimenter, drei leichte Artillerieregimenter und drei schwere Artilleriebataillone, eine Eisenbahnartilleriebatterie, eine kleine Fliegereinheit sowie eine große Anzahl an Versorgungs- und technischen Truppen.
Ab Anfang 1919 begannen die Legionen mit dem abschnittsweisen Abzug in Richtung Irkutsk und begleiteten den Rückzug der Armee Koltschaks. Nach dem Zusammenbruch der weißen Front kämpften sie nur mehr zur Selbstverteidigung. Sie führten den Großteil des Zarengoldes mit sich. Anfang 1920 regelte ein Vertrag mit den Sowjets den ungehinderten Weitertransport nach Wladiwostok. Zur gleichen Zeit stellte der Oberbefehlshaber der alliierten Interventionstruppen in Sibirien, Maurice Janin, Koltschak unter den „alliierten Schutz“ der Legionen. Als Gegenleistung für freien Abzug erhielten die Tschechoslowakischen Legionen in Irkutsk 30 Waggons Kohlen und lieferten den militärischen Führer der Weißen, Admiral Koltschak, an die Bolschewisten aus, die ihn exekutierten.
Am 15. Januar 1920 verließ das erste Schiff Wladiwostok, am 2. September das letzte, die Soldaten dieses Transports erreichten am 20. November 1920 Prag. Insgesamt verließen dadurch über 60.000 Legionäre das Bürgerkriegsland.

## Verluste
An der französischen Front starben 630 und an der italienischen Front 350 tschechoslowakische Legionäre. Für diese beiden Legionsteile werden mitunter höhere Zahlen angegeben, da Frankreich- und Italien-Legionäre mitberücksichtigt wurden, die nach dem November 1918 in den Grenzkriegen der Tschechoslowakei gegen Ungarn und Polen gefallen waren. Die Zahl der Toten an der russischen Front und in Sibirien bis 1920 wird mit 4112 angegeben. In den Reihen der Legionäre kamen insgesamt etwa fünfeinhalb Tausend Soldaten ums Leben.

## Bedeutung der Legionen für die Gründung der Tschechoslowakei
Die Erfolge der Kampfverbände der Tschechoslowakischen Legionen, sei es in der Schlacht bei Zborów, Schlacht bei Bachmatsch, Schlacht bei Doss Alto oder anderen, ermöglichten entscheidend die internationale Anerkennung des Rechts auf Schaffung eines unabhängigen tschechoslowakischen Staates. Als Ende Juni 1918 eine Einheit der Tschechoslowakischen Legionen an die Front im Elsass verlegt wurde, erklärte der französische Außenminister feierlich, es sei eine unabhängige Einheit der tschechisch-slowakischen Armee, und Frankreich erkenne den Tschechoslowakischen Nationalrat als Grundlage der nächsten tschechoslowakischen Regierung an. Sein britischer Amtskollege gab bekannt, dass Großbritannien die Tschechoslowakei als verbündete Nation betrachtete und die drei tschechoslowakischen Armeen in Russland, Frankreich und Italien als die einzige Armee anerkannte, die Krieg gegen die Mittelmächte führte. Dem schlossen sich Anfang September 1918 auch die Vereinigten Staaten von Amerika an, die den tschechoslowakischen Nationalrat ebenfalls de facto als die künftige tschechoslowakische Regierung anerkannten. Aus dem Nationalrat ging schließlich am 14. Oktober 1918 die Vorläufige tschecho-slowakische Regierung hervor. Der Weg zur Gründung der Tschechoslowakei war frei.
Die Bedeutung der Legionen wird auch durch die Tatsache unterstrichen, wie die Zuständigkeit für die Streitkräfte in der Regierung geregelt war. In der Vorläufigen Regierung von Oktober 1918 wurde Milan Rastislav Štefánik mit der Leitung des Ministeriums für das Militärwesen beauftragt. Zu diesem Zeitpunkt unterstanden ihm Einheiten der Legionen, die sich außerhalb der künftigen Tschechoslowakei befanden. In der Regierung Karel Kramář, die am 14. November 1918 als die erste reguläre Regierung der neu gegründeten Tschechoslowakei etabliert wurde, behielt man zuerst dieses Ministerium mit Štefánik an der Spitze. Ihm unterstanden unverändert Armeeeinheiten im Ausland. Daneben wurde auch das Ministerium für nationale Verteidigung (mit Václav Klofáč als Minister) errichtet, das für die Streitkräfte im Inland zuständig war.
Nach der Rückkehr der Legion in die Tschechoslowakei setzten viele ihrer Kommandanten in der Heimat ihre Karriere fort. General Jan Syrovy, der vom Sommer 1918 an die Legion geführt hatte, wurde 1920 in Prag begeistert gefeiert. Für die neugebildete Tschechoslowakei hatte der Aufbau eigener Streitkräfte hohe Bedeutung. Der gelernte Bauingenieur Syrovy wurde nach seiner Ausbildung in Frankreich 1926 Generalstabschef und Verteidigungsminister und 1938 Ministerpräsident.
Zu Beginn der 1920er Jahre bildeten die Legionäre rund ein Drittel des Offizierskorps der tschechoslowakischen Armee und waren damit überrepräsentiert. In der Ehrengarde des Präsidenten Masaryk auf der Prager Burg durften nur Legionäre dienen.

## Rezeption
Der mehrmonatige Rückzug der Legionen nach Wladiwostok bildet den Kern des Videospiels Last Train Home aus dem Jahr 2023.